# Declaración de Pedralbes

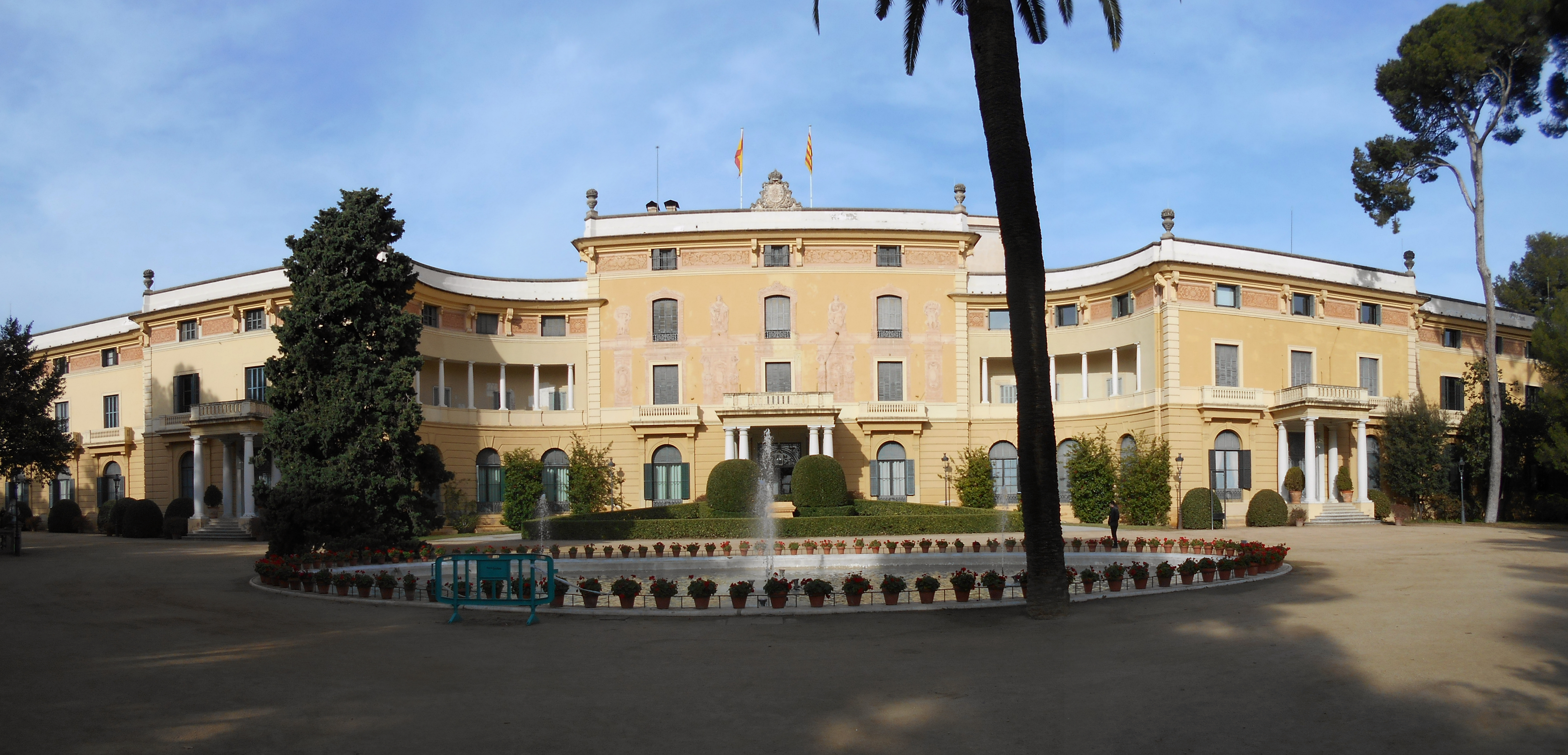
Foto del Palacio Real de Pedralbes (Barcelona) donde tuvieron lugar las negociaciones

La declaración de Pedralbes fue una declaración conjunta entre el gobierno de España y la Generalidad de Cataluña adoptada el 20 de diciembre de 2018 mediante la cual ambas partes reconocían la existencia de un conflicto sobre el futuro de Cataluña y la necesidad de que este fuera abordado desde una «respuesta democrática en el marco de la seguridad jurídica».
Dicha declaración tuvo el respaldo de ERC y de Junts per Catalunya —ambos partidos formantes del Gobierno de la Generalidad—, así como de Unidas Podemos y el Partido Nacionalista Vasco, entre otros. El PSOE —partido del presidente Pedro Sánchez— apoyó desde su dirección la iniciativa del Gobierno, pero recibió fuertes críticas internas de diversas personalidades importantes en el partido como el presidente de Aragón Javier Lambán.
La declaración recibió importantes reproches por parte de la derecha política, tanto del Partido Popular como de Ciudadanos, así como de la formación de extrema derecha Vox —en aquel momento extraparlamentaria— por considerar la negociación una «rendición frente al golpismo», especialmente en relación con la figura del «relator» recogida en el texto. Entre las formaciones independentistas, la CUP rechazó el acuerdo intergubernamental y organizó una manifestación frente al Palacio Real de Pedralbes donde tuvieron lugar las reuniones.

## Antecedentes
El 24 de mayo de 2018 la Audiencia Nacional emitió la sentencia del llamado Caso Gürtel en la que consideraba probada la existencia desde 1989 de una contabilidad irregular paralela en el Partido Popular y dudaba de la veracidad del testimonio del presidente Rajoy, llamado a declarar como testigo.
Como respuesta, el PSOE planteó una moción de censura, mediante la cual el 1 de junio de 2018 Pedro Sánchez fue nombrado presidente del Gobierno de España. En dicha moción recibió 180 votos a favor frente a 169 en contra, incluyendo 17 de las formaciones independentistas catalanas (ERC y PDCaT) pese a la opinión contraria del expresidente Carles Puigdemont —muy influyente dentro del independentismo y especialmente en el entorno del PDCAT—, que consideraba al PSOE parte del «bloque del 155» por haber apoyado la aplicación del artículo 155 de la Constitución en Cataluña. Los 17 votos independentistas fueron cruciales para la destitución de Mariano Rajoy y para generar un clima de distensión entre ambos ejecutivos. El gobierno entrante procedió a reactivar la comisión bilateral recogida en el Estatuto de Autonomía de Cataluña que el gobierno saliente había rehusado emplear durante todo su mandato. Fruto de la actividad de dicha comisión el 20 de diciembre de 2018 se aprobó la Declaración de Pedralbes.

## El texto de la declaración
Al término de la reunión ambos ejecutivos realizaron un comunicado conjunto donde expusieron los cuatro puntos básicos para el diálogo:

1. Reconocimiento de la existencia de un conflicto sobre el futuro de Cataluña

2. Apuesta por un diálogo efectivo que vehicule una propuesta política que cuente con un amplio apoyo en la sociedad catalana
3. Potenciación de los espacios de diálogo que permitan atender las necesidades de la sociedad y avanzar en una respuesta democrática a las demandas de la ciudadanía de Cataluña en el marco de la seguridad jurídica

4. Esfuerzo de todas las instituciones, actores políticos y ciudadanía en la vía del diálogo

## La propuesta catalana
El gobierno catalán, representado por su presidente Joaquim Torra presentó inicialmente una propuesta de declaración que incluía 21 puntos de actuación («Los 21 puntos de Torra»).  Dicha propuesta causó la reacción inmediata del Partido Popular que, aún sin conocer el contenido exacto de la misma, calificó toda la negociación como una «humillación del gobierno español» y presentó en el Congreso una petición de información para esclarecer el contenido de la reunión.  Finalmente en febrero de 2019 el propio ejecutivo catalán hizo público el contenido íntegro de la propuesta realizada y los famosos 21 puntos:

1. No se puede gobernar contra Cataluña

2. Hay que reconocer y hacer efectivo el Derecho de Autodeterminación del pueblo de Cataluña
3. Es necesaria una mediación internacional que debe facilitar una negociación en igualdad
4. La soberanía de las instituciones catalanas debe ser respetada y no amenazarla con la aplicación del artículo 155
5. Se han de investigar los abusos policiales y económicos ejercidos contra el pueblo de Cataluña
6. La vía judicial debe quedar atrás
7. Hay que impulsar un compromiso para la ética política
8. Se debe garantizar la separación de poderes
9. Es imprescindible poner fin a la limitación de derechos fundamentales
10. El retroceso de la calidad democrática de España se debe revertir
11. Hay que frenar el deterioro de la imagen de España en el mundo
12. Se debe poner fin a la complicidad de cuerpos policiales y aparato judicial con la ultraderecha
13. Hay que garantizar la independencia judicial
14. Es necesario asegurar el respeto a los Derechos Humanos.
15. La sombra y la influencia de la cultura franquista pervive y es incompatible con la plenitud democrática de España
16. La indolencia con el fascismo, la impunidad con las actitudes fascistas tiene relación directa
con la impunidad de los crímenes del franquismo
17. Se deben aislar y denunciar los grupos neofascistas
18. Es incompatible con la democracia la existencia de privilegios derivados del franquismo
19. Hay que emprender un proceso explícito de desfranquització y de un debate sobre la monarquía
20. La nulidad de los juicios franquistas es un paso imprescindible de memoria histórica

21. Se debe hacer efectiva una política de fosas comunes

Estos 21 puntos fueron la base sobre la que el Partido Popular y Ciudadanos acusaron a Sánchez de «traición política» y convocaron la Manifestación de Colón el 10 de febrero de 2019.